# 러시아의 정당

## 러시아의 정당제
러시아는 형식적으로 다당제 형태의 정당 구조를 택하고 있다. 2021년 8월 기준으로 의석수가 가장 많은 정당은 여당인 통합 러시아당이다.

## 국가두마 원내정당
| 정당명 | 정당명                                                          | 약칭      | 이념                                                | 당수                  | 의원 수 |
| ------ | --------------------------------------------------------------- | --------- | --------------------------------------------------- | --------------------- | ------- |
|        | 통합 러시아 Единая Россия                                       | UR ЕР     | 우익대중주의, 러시아의 보수주의, 푸틴주의, 집산주의 | 드미트리 메드베데프   | 339     |
|        | 러시아 연방 공산당 Коммунистическая партия Российской Федерации | CPRF КПРФ | 공산주의, 마르크스-레닌주의, 스탈린주의, 모택동주의 | 겐나디 쥬가노프       | 42      |
|        | 러시아 자유민주당 Политическая партия ЛДПР                      | LDPR ЛДПР | 러시아 국수주의, 범슬라브주의, 제국주의, 혼합경제   | 블라디미르 지리놉스키 | 39      |
|        | 공정 러시아 Справедливая Россия                                 | SR СР     | 사회민주주의, 민주사회주의, 평화주의                | 니콜라이 레비체프     | 23      |

## 지방의회 진출정당
- 러시아의 애국자들
- 야블로코
- 문민정견 (러시아)
- 러시아의 공산주의자들
- 성장당
- 로디나
- 러시아 사회정의연금당
- 녹색사회민주주의동맹
- 러시아 여성인민당
- 러시아 공화당-인민자유당

## 과거의 정당

### 러시아 제국시절 정당
- 10월 17일 연합
- 러시아 사회민주노동당
  - 볼셰비키
  - 멘셰비키
- 민중사회주의자
- 사회혁명당
- 유대인 사회주의노동자당
- 연합 러시아 인민
- 입헌민주당
- 폴란드 사회당
- 폴란드 리투아니아 왕국 사회민주주의

### 소비에트 연방 사회주의 공화국시절 정당
- 소련 공산당 (1991년 복수정당제 허용 이전까지 유일 정당)
- 소련 자유민주당 (1991년 이후 생긴 소련, 러시아 공화국 최초의 정당이자 극우주의정당)

## 같이 보기
- 나라별 주요 정당 목록
- 러시아의 정치